# Alta tensión (película de 1972)
Alta tensión es un thriller español coproducido junto con Italia, dirigido por Julio Buchs y estrenado en el año 1972.

## Argumento
Una mujer rica y de elevada posición conoce a un mecánico y le seduce para convencerle de que asesine a su marido, que es depravado y decadente.